# 梅谢 (伊泽尔省)
梅谢（法語：Meyssiez，法語發音：[mɛsje]；2013年之前拼写为）是法国伊泽尔省的一个市镇，属于维埃纳区。

## 地理
梅谢（45°28'13"N, 5°3'15"E）面积13.88 平方千米，位于法国奥弗涅-罗讷-阿尔卑斯大区伊泽尔省，该省份为法国东南部内陆省份，北起顺时针与安省、萨瓦省、上阿尔卑斯省、德龙省、阿尔代什省、卢瓦尔省和罗讷省。
与梅谢接壤的市镇（或旧市镇、城区）包括：萨瓦-梅潘、马克新城、库尔和比伊、埃赞皮内、圣于连德莱尔姆。

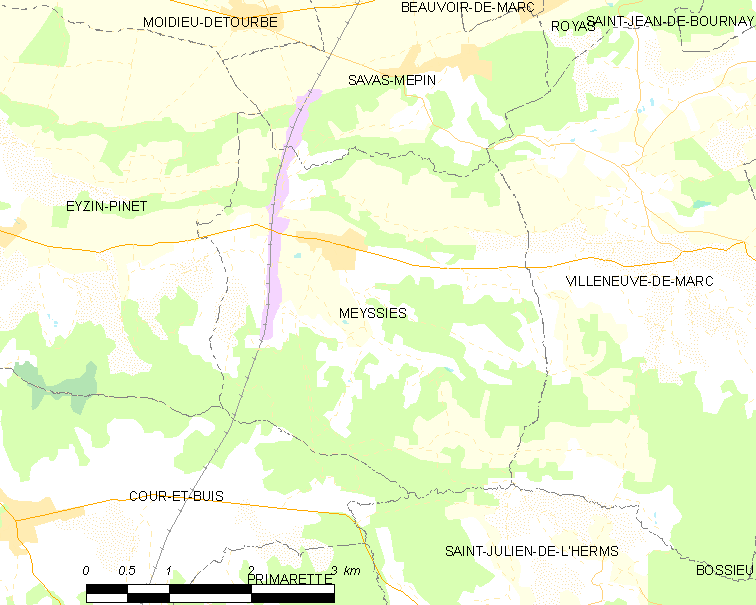
的OSM定位图

梅谢的时区为UTC+01:00、UTC+02:00（夏令时）。

## 行政
梅谢的邮政编码为38440，INSEE市镇编码为38232。

## 政治
梅谢所属的省级选区为比耶夫尔县。

## 人口

1962-2008年间人口变化图示

梅谢于2022年1月1日时的人口数量为665人。